# Bhogaon
Bhogaon è una suddivisione dell'India, classificata come nagar panchayat, di 26.799 abitanti, situata nel distretto di Mainpuri, nello stato federato dell'Uttar Pradesh. In base al numero di abitanti la città rientra nella classe III (da 20.000 a 49.999 persone).

## Geografia fisica
La città è situata a 27° 16' 03 N e 79° 10' 55 E.

## Società

### Evoluzione demografica
Al censimento del 2001 la popolazione di Bhogaon assommava a 26.799 persone, delle quali 14.325 maschi e 12.474 femmine. I bambini di età inferiore o uguale ai sei anni assommavano a 4.562, dei quali 2.455 maschi e 2.107 femmine. Infine, coloro che erano in grado di saper almeno leggere e scrivere erano 14.695, dei quali 8.784 maschi e 5.911 femmine.